# Katherine (przystanek kolejowy)
Katherine – przystanek kolejowy, w miejscowości Katherine, na obszarze Terytorium Północnego, w Australii. Przez Katherine, dwa razy w tygodniu, w dwóch kierunkach, przejeżdżają pociągi transkontynentalnej linii kolejowej The Ghan, łączącej Adelaide z Darwin.
| Katherine               |  |               |
| Linia The Ghan          |  |               |
| Darwinodległość: 320 km |  | Tennant Creek |